# Katehon
Katehon (russisch Катехон Katechon) ist eine 2014 vom russischen Oligarchen Konstantin Malofejew gegründete russische neurechte Denkfabrik. Offizieller Sitz der Organisation ist Moskau. Ziel dieser Denkfabrik ist die Verbreitung der geopolitischen Ideologie des ultranationalistischen Autors und Aktivisten Alexander Dugin. Der Name leitet sich vom Katechon ab, einem Begriff aus der christlichen Apokalyptik, der die Figur eines „Aufhalters“ des Antichristen beschreibt, und der in nationalistischen Kreisen mit Russland selbst identifiziert wird. Katehon ist mit dem Isborsk-Klub assoziiert. Die Website katehon.com richtet sich in mehreren Sprachen vornehmlich an ein europäisches Publikum.

## Einordnung
Nach Einschätzung des amerikanischen Außenministeriums wurde Katehon gegründet, um unter dem Anschein einer Denkfabrik Verschwörungstheorien zu verbreiten. Radikal antiwestlich orientiert, plädiert Katehon offiziell für eine multipolare Welt, in der verschiedene Machtzentren in einem auszutarierenden Verhältnis gemäß ihrer kulturellen und religiösen Identitäten interagieren sollen.
Die Parlamentarische Staatssekretärin im deutschen Bundesinnenministerium Rita Schwarzelühr-Sutter (SPD) bezeichnete Katehon in einer Antwort der Bundesregierung auf eine Anfrage einer Abgeordneten der Linken am 16. März 2022 im Bundestag als „rechtsextreme[n] Think Tank“, gekennzeichnet „durch eine antiwestliche und antiliberale Grundeinstellung, die zugleich die Ideologie des „Noworossija“ (Neurussland) proklamiert. Leitmotive dieser Ideologie sind die Schaffung eines einheitlichen Kulturraums slawisch-orthodoxer Russen sowie eine russische Dominanz über große Teile Europas und Asiens“.
Am 20. April 2022 verhängte das Finanzministerium der Vereinigten Staaten Sanktionen gegen Katehon (geschrieben „Katekhon“). Die Organisation steht auf der am 6. Juni 2022 veröffentlichten Sanktionsliste SDN List des Office of Foreign Assets Control (OFAC). Die zentrale Aussage des OFAC lautet: „Katekhon was designated pursuant to E.O. 14024 for being owned or controlled by, or for having acted or purported to act for or on behalf of, directly or indirectly, Tsargrad.“

## Begriff
Der Begriff lehnt sich an ältere Vorstellungen an, die nach dem Untergang des Byzantinischen Reiches in Russland das dritte Rom und den Katechon sahen. Seine moderne Verwendung durch Alexander Dugin und andere leitet sich jedoch von Carl Schmitt her.

## Aufsichtsrat
Mitglieder des Aufsichtsrates von Katehon sind:
- Konstantin Malofejew (Präsident)
- Alexander Dugin[18]
- Sergei Glasjew (Mitglied des Isborsk-Klubs)
- Leonid Reschetnikow (ehemaliger Generalleutnant des russischen Auslandsnachrichtendienstes SVR)[19]
- Alexandr Makarov (ehemaliger Generalleutnant des russischen Inlandsnachrichtendienstes FSB)[20]
- Andrey Klimow (Mitglied des russischen Föderationsrates)[21]
- Zurab Chavchavadze (Prince Zurab)[22]

## Einfluss

### Amerikanische Präsidentschaftswahl 2016
Katehon war an der russischen Einflussnahme auf den Wahlkampf in den Vereinigten Staaten 2016 gegen Hillary Clinton („Pizzagate“) beteiligt. Im Jahr 2016 veröffentlichte Dugin auf der Website von Katehon einen Aufsatz mit dem Titel Donald Trump: The Swamp and the Fire, in dem er nicht allein Donald Trump unterstützte, sondern dessen Metapher des „Sumpfes“ aufnahm, um auch in Ländern wie Frankreich, Deutschland etc. entsprechend den politischen „Sumpf“ trockenzulegen, um die (angeblich totalitäre) Weltordnung des westlichen Liberalismus insgesamt zu überwinden. Ein autoritäres Amerika solle gemeinsam mit Russland die Ära des Globalismus beenden. Im August 2020 legte das Global Engagement Center (GEC) des Außenministeriums der Vereinigten Staaten einen Bericht zu den Propaganda- und Desinformationskampagnen von Katehon vor. Darin wird festgestellt, dass vorwiegend soziale Randgruppen („fringe elements“) in Europa das Ziel dieser Kampagnen sind. Am 20. April 2022 verhängte das OFAC Sanktionen gegen Katehon und Dugins Tochter Darja Dugina. Im Interview sprach Darja Dugina auch über die Sanktionen. Die Sanktionen gegen Darja Dugina wurden vom OFAC verhängt, weil sie als Chefredakteurin von United World International des Oligarchen Jewgeni Wiktorowitsch Prigoschin tätig war.

### Deutschland
Am 16. August 2017 erschien auf t-online.de ein Artikel mit der Überschrift AfD und Linke im Zwielicht der russischen Agenda, der über Netzwerkarbeit des Dugin-Vertrauten Manuel Ochsenreiter berichtete. Am gleichen Tag erschien in der Süddeutschen Zeitung (SZ) der Artikel AfD-Funktionäre sollen Verbindungen zu russischem Spion haben, der Ochsenreiters Verbindung zu zwei eurasisch orientierten Vereinen in Deutschland aufgriff. Im August 2018 stellte die FDP-Fraktion in einer Kleinen Anfrage insgesamt 13 Fragen an die Bundesregierung zu einer mutmaßlichen Spionagetätigkeit eines polnischen Staatsbürgers. Dabei ging es vorwiegend um die Rolle der Vereine Deutsches Zentrum für Eurasische Studien e. V. und Europäisches Zentrum für Geopolitische Analyse e. V., die mutmaßlich von einem polnischen Staatsbürger in Berlin gegründet worden waren.
Im April 2019 erschien  eine Studie zu Connections between German Far Right and Russia, der die Tätigkeit von Manuel Ochsenreiter und Markus Frohnmaier sowie Kontakte zwischen Malofejew und Alexander Gauland aufgriff. Am 1. Juli 2020 erschien in Washington ein Forschungsbericht des Center for Strategic and International Studies (CSIS) zur Einschätzung des russischen Einflusses in Deutschland, der das Interesse des Katehon-Mitarbeiter Ochsenreiter an Frohnmaiers Kandidatur für den Bundestag beleuchtete.

### Verschwörungstheorien
Auf der Website katehon.com werden Verschwörungstheorien und Falschinformationen verbreitet. So wurde u. a. behauptet, dass Papst Franziskus für George Soros und eine globale zionistische Verschwörung arbeite, dass die Europäische Union nationalsozialistische Wurzeln habe; dass das Corona-Virus eine Biowaffe und von Franzosen oder Amerikanern entwickelt worden sei, um die chinesische Produktion zu stören, dass Impfungen nach wissenschaftlichen Erkenntnissen unwirksam seien, die Familie Rothschild alle wichtigen westlichen Medien kontrolliere und den Holocaust initiiert habe, um einen jüdischen Nationalstaat zu gründen, dass Rasputin von Zionisten und Angelsachsen getötet worden sei und dass der Brand von Notre-Dame in Paris 2019 auf ein satanistisches Ritual zurückgehe.

### Ukraine
Seit dem russischen Überfall auf die Ukraine 2022 veröffentlichte Katehon mehrere propagandistische Texte, in denen der Angriffskrieg als Erfüllung einer christlichen Mission verklärt wird. Die Befreiung der gesamten Ukraine und Neurusslands stehe bevor sowie eine gänzlich veränderte Weltordnung.

### Querverbindungen
Nach Einschätzung des ZDF bestehen Querverbindungen von Katehon zum Magazin Compact und zum – inzwischen verstorbenen – Mitarbeiter des AfD-Abgeordneten Markus Frohnmaier, Manuel Ochsenreiter, der die deutsche Facebook-Seite von Katehon betreut hatte. Sowohl Frohnmaier als auch Ochsenreiter schrieben Artikel für Katehon. Das Neue Deutschland hält den in Berlin ansässigen Verein Zentrum für eurasische Studien für einen deutschen Ableger von Katehon; der AfD-Bundestagsabgeordnete Markus Frohnmaier stehe im Gründungsprotokoll. Eine Kleine Anfrage der FDP-Fraktion, welche Erkenntnisse der Bundesregierung über das Zentrum vorlägen, wurde mit Verweis darauf nicht beantwortet, dass diese Erkenntnisse vertrauliche Verschlusssache des Verfassungsschutzes seien. Auf eine Kleine Anfrage der Fraktion DIE LINKE vom 29. März 2022 zum Thema Verbindungen des rechtsextremen Thinktank „Katehon“ nach Deutschland hingegen antwortete die Bundesregierung am 9. Mai 2022.
Nach einem Bericht des britischen Jewish Chronicle bestehen Verbindungen der Organisation Katehon zu russischen Geheimdiensten. Für die englischsprachige Seite der Website katehon.com werden Dugins Texte von Nina Kouprianova übersetzt, der Ehefrau des amerikanischen Alt-Right-Aktivisten Richard Spencer.
Malcolm Nance vergleicht Katehon in seiner Funktion mit der amerikanischen Plattform InfoWars.
Nach einer neueren Untersuchung des Analysten Clint Watts bestehen Verbindungen von katehon.com zu geopolitika.ru, Tsargrad TV und novorosinform.org.

## Autoren
Bekannte Autoren haben Artikel für Katehon geschrieben:
- Alexander Dugin[56]
- Darja Dugina[57]
- Markus Frohnmaier[58]
- Olaf Haselhorst[59]
- Dimitrios Kisoudis
- Konstantin Malofejew[60]
- Alexander Markovics
- Claudio Mutti[61]
- Manuel Ochsenreiter
- Mateusz Piskorski[62]
- Leonid Savin[63]